# Elberfeld-West
Elberfeld-West ist seit 1929 ein Stadtbezirk von Wuppertal und gehört zum größten Stadtteil Elberfeld. Elberfeld-West besteht aus den westlichen Vorstädten der alten Stadt Elberfeld und dem eingemeindeten Ort Sonnborn.
Zum Stadtteil Elberfeld gehören noch die Bezirke Elberfeld und Uellendahl-Katernberg. Im Gebiet von Elberfeld-West befinden sich unter anderem der Zoo Wuppertal und das Stadion am Zoo. Elberfeld-West hat 28.150 Einwohner. (Stand 2022)

## Geographie
Elberfeld-West liegt zu beiden Seiten der Wupper in der Talsohle und an den Hängen der Berge Nützenberg (auch Briller Berg) im Norden und Kiesberg (dessen nördlicher Hang Arrenberg) im Süden. Bei Sonnborn biegt die Wupper nach Süden ab und fließt weiter in Richtung Solingen.

## Politik
Der Bezirksvertretung standen folgende Menschen vor:
- 1999–2004: Dirk Jaschinsky (CDU)
- 2004–2007: Christa Kühme (CDU)
- 2008–2020: Ingelore Ockel (CDU)
- 2020–2022: Gabriele Mahnert (Grüne)[2]
- seit 2022: Ellen Kineke (CDU)[3]

| Bezirksvertretungswahl Elberfeld-West 2020Wahlbeteiligung: 50,2 % 3020100 28,4 %23,9 %23,7 %7,6 %6,5 %5,7 %4,2 % SPDCDUGrüneLinkeFDPAfDWfW/FWGewinne und Verlusteim Vergleich zu 2014 %p 8 6 4 2 0 −2 −4 −6± 0,0 %p−4,6 %p+6,9 %p−0,5 %p+0,4 %p+0,8 %p−3,1 %pSPDCDUGrüneLinkeFDPAfDWfW/FW |  | Sitzverteilung in der Bezirksvertretung Elberfeld-West 2020Insgesamt 15 Sitze - Linke: 1 - SPD: 4 - Grüne: 3 - WfW/FW: 1 - CDU: 4 - FDP: 1 - AfD: 1 |

## Gliederung in Quartiere
| Stadtbezirk 1 Elberfeld-West - 10 Sonnborn - 11 Varresbeck - 12 Nützenberg - 13 Brill - 14 Arrenberg - 15 Zoo - 16 Buchenhofen | Einteilung in Quartiere |

## Sonnborn

### Geschichte
Der Name Sonnborn bedeutet Sonnenbrunnen und lässt auf eine heidnische Kultstätte schließen.
Sonnborn ist als älteste Siedlung im Gebiet des heutigen Wuppertals bekannt. Bereits 874 wurde es erstmals erwähnt. Sonnborn war ein fränkischer Vorposten im Grenzgebiet zwischen Franken und Sachsen.
In neuerer Zeit galt Sonnborn jahrhundertelang als westlicher Elberfelder Vorposten. Es gehörte wechselnd mal zu Elberfeld, Solingen oder Haan, bildete jedoch von 1867 bis 1888 eine selbstständige Bürgermeisterei, bevor es endgültig zu Elberfeld eingemeindet wurde.
1992 diente Sonnborn, vor allem der Bereich der Eck-Kneipe „Alt-Sonnborn“, für Außenaufnahmen zur Kinderserie Der kleine Vampir – Neue Abenteuer.

### Kultur und Sehenswürdigkeiten

#### Bauwerke
- Hauptkirche Sonnborn

Die große evangelische Sonnborner Hauptkirche an der Sonnborner Straße wurde 1926 eingeweiht, nachdem die Vorgängerkirche 1917 durch einen Brand zerstört wurde. Die Kirche besitzt große verschieferte Walmdächer mit barockisierenden Schweifgiebeln, einen Turm aus ortstypischem grauen Bruchstein mit Maßwerkbekrönung sowie eine seit der Erbauungszeit erhaltene aufwändige Treppenanlage mit schmiedeeisernen Geländern und Laternenständern. Die fast zehnjährige Bauzeit führte zu einem spannungsreichen Nebeneinander verschiedener Stilrichtungen. So ist der Dachbereich im Bergischen Heimatstil ausgeführt und die Bruchsteinpartien sind der zurückhaltenden Reformbauweise dieser Zeit zuzuordnen, während im aufwändigen Maßwerk und den Sandstein-Zierelementen des Turms schon der Expressionismus anklingt. Zwei Glocken aus dem 15. Jahrhundert gehören zu den ältesten erhaltenen Glocken im bergischen Raum.
1992 wurde die Kirche unter Denkmalschutz gestellt. 2006 aufwändige Restaurierung der historischen „Faust-Orgel“. Einbau einer „Familienkirche“ unter der Empore, für die Gemeinde und Ahad-Architekten Braunschweig 2007 den Architekturpreis „Auszeichnung guter Bauten“ des Bundes Deutscher Architekten in Wuppertal erhielt.

### Verkehr

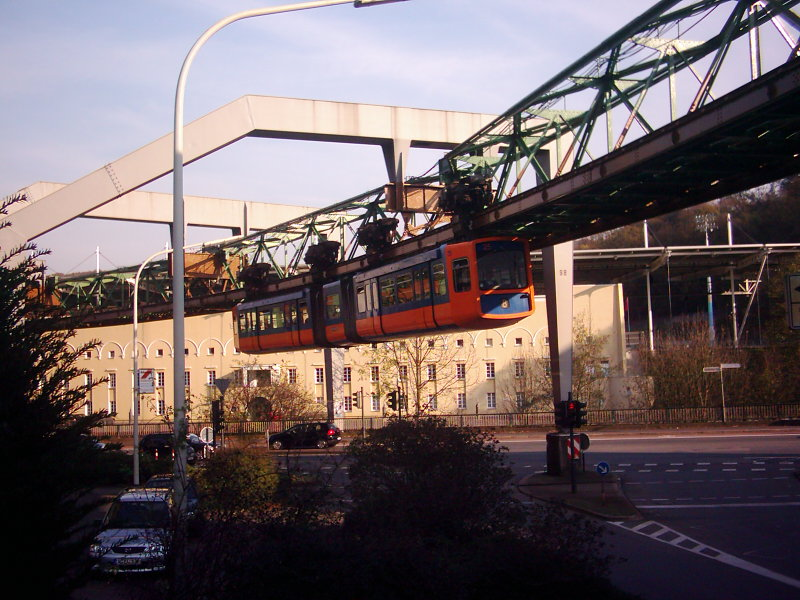
Die Schwebebahn verlässt in Sonnborn die Wupper und fährt über der Straße weiter. Im Hintergrund das Stadion am Zoo

Sonnborn liegt auf der Talachse Wuppertals. Von der Schwebebahnhaltestelle Vohwinkel aus gesehen ist die Station Sonnborner Straße die dritte. Sonnborn hat auch einen eigenen S-Bahn Bahnhof, von dem aus andere Stadtteile Wuppertals sowie die Städte Essen, Düsseldorf, Mönchengladbach und Hagen zu erreichen sind.
Bemerkenswert an der Lage Sonnborns ist die Tatsache, dass das Sonnborner Kreuz in den 1960er Jahren mitten in den Ortskern gebaut wurde. Für dieses Vorhaben sind fast die Hälfte Sonnborns gerodet und zahlreiche, teils historische Gebäude abgerissen worden, darunter sogar die alte katholische Kirche Sankt Remigius, die an anderer Stelle im Stil der 1960er an der Gaterlaie wiedererrichtet wurde. Heute kreuzen sich dort die A 46 und A 535 mit der B 224, der L 418 und der L 74. Nach der Fertigstellung des Kreuzes Sonnborn wurde dieses als größtes und modernstes Autobahnkreuz in Europa gefeiert.

## Varresbeck
Der Großteil des nach dem das Gebiet durchziehenden Bach benannten Varresbeck ist Gewerbegelände. Wohnbauten ziehen sich entlang der großen Straßen, im Nordwesten liegt das Wohngebiet Saurenhaus.

### Sehenswürdigkeiten
Hinter dem Reformierten Friedhof befindet sich an der (hier nicht überbauten) Varresbeck ein Landschaftspark. Hier beginnt ein Wanderweg, der Eulenkopfweg. Am Rand des Parks steht der historische Kalktrichterofen am Eskesberg.

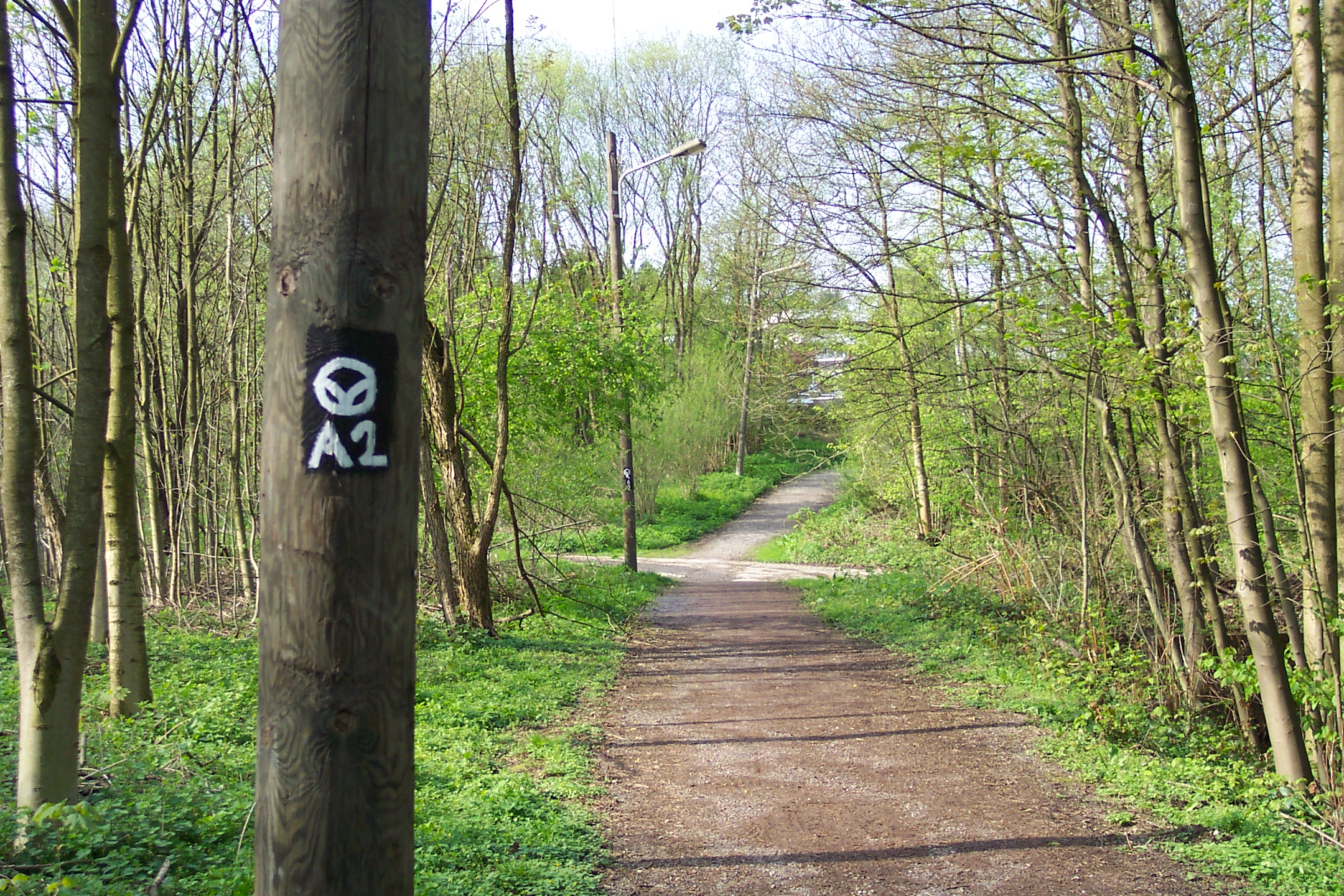
Der Eulenkopfweg
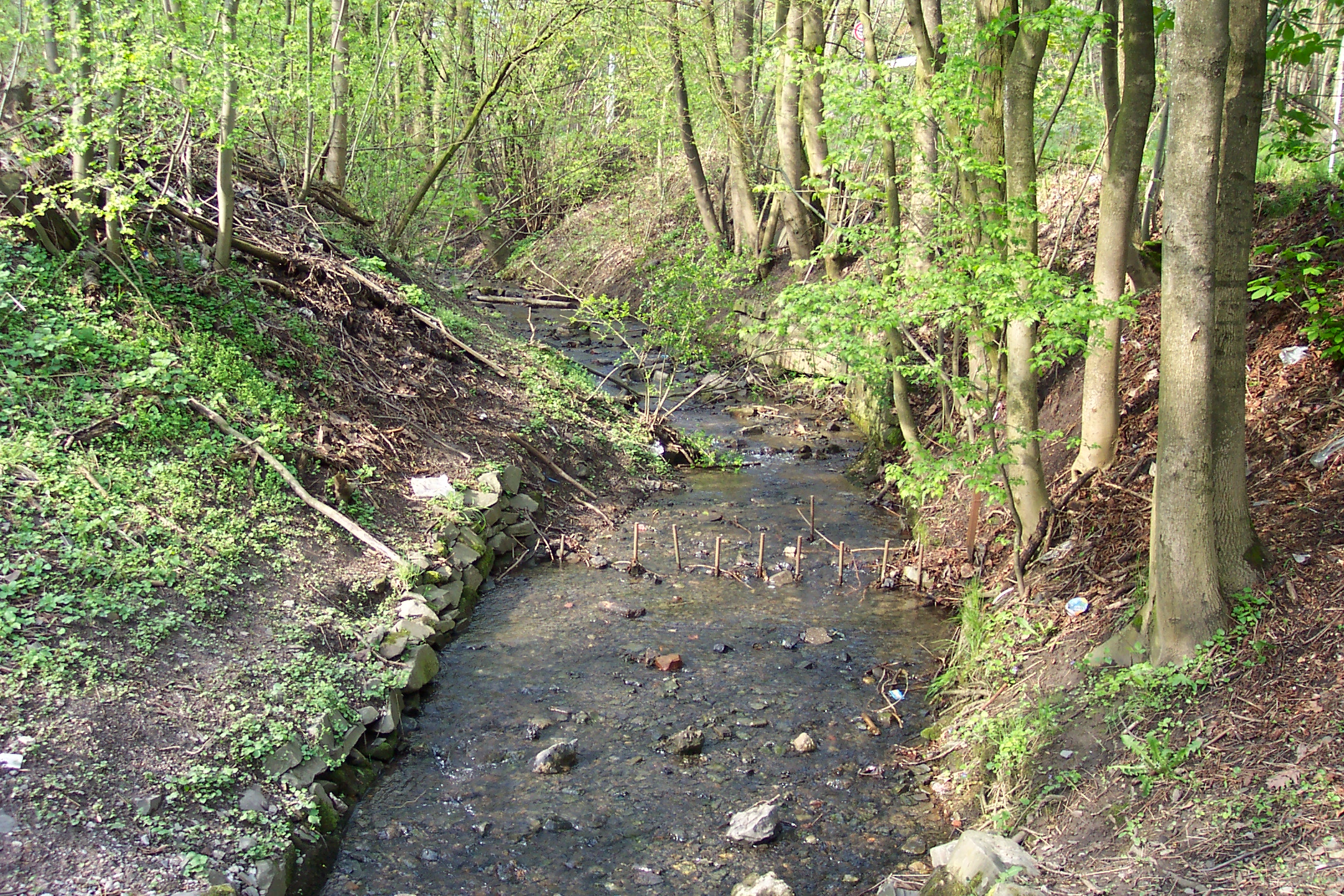
Der Bach Varresbeck
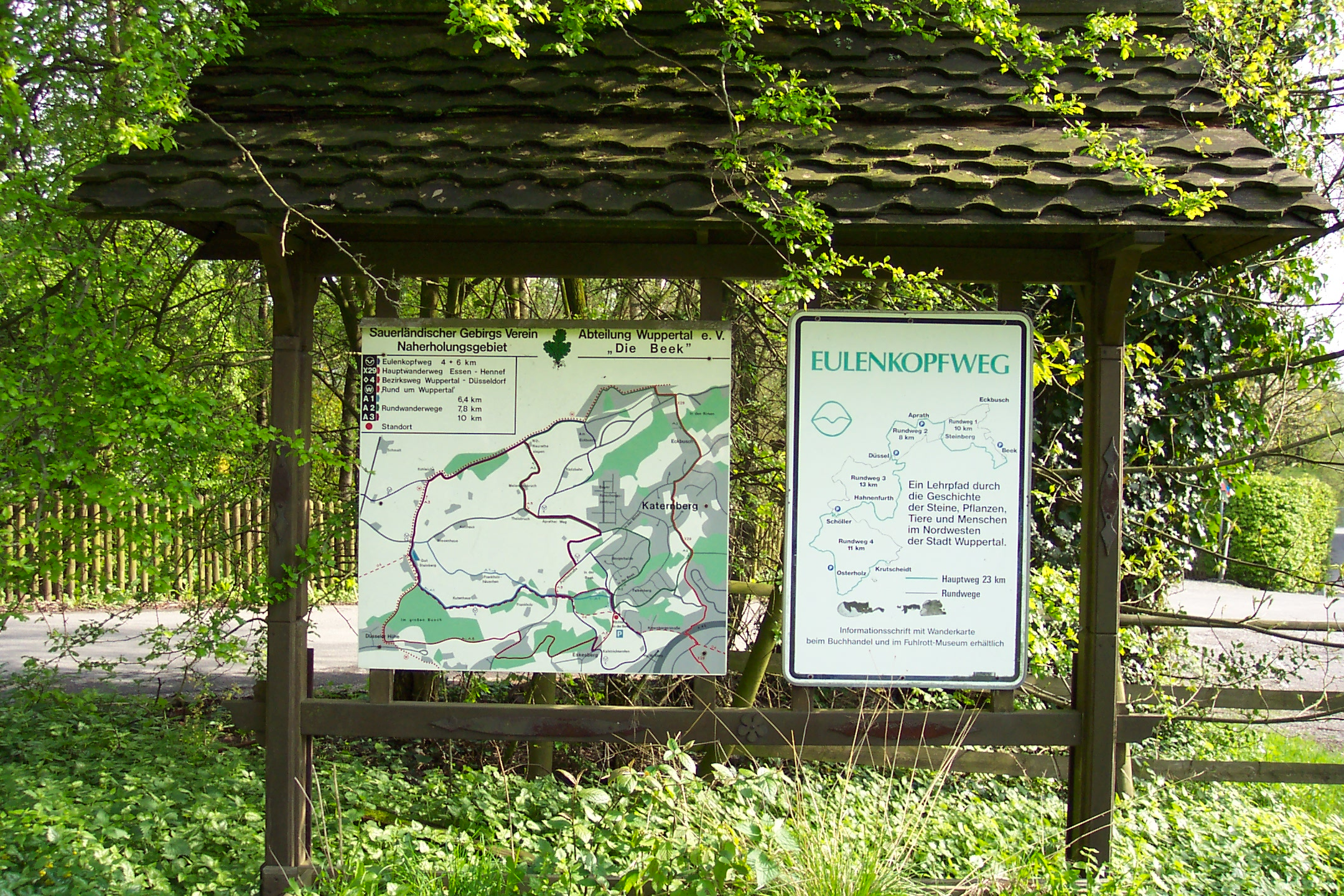
Der Eulenkopfweg
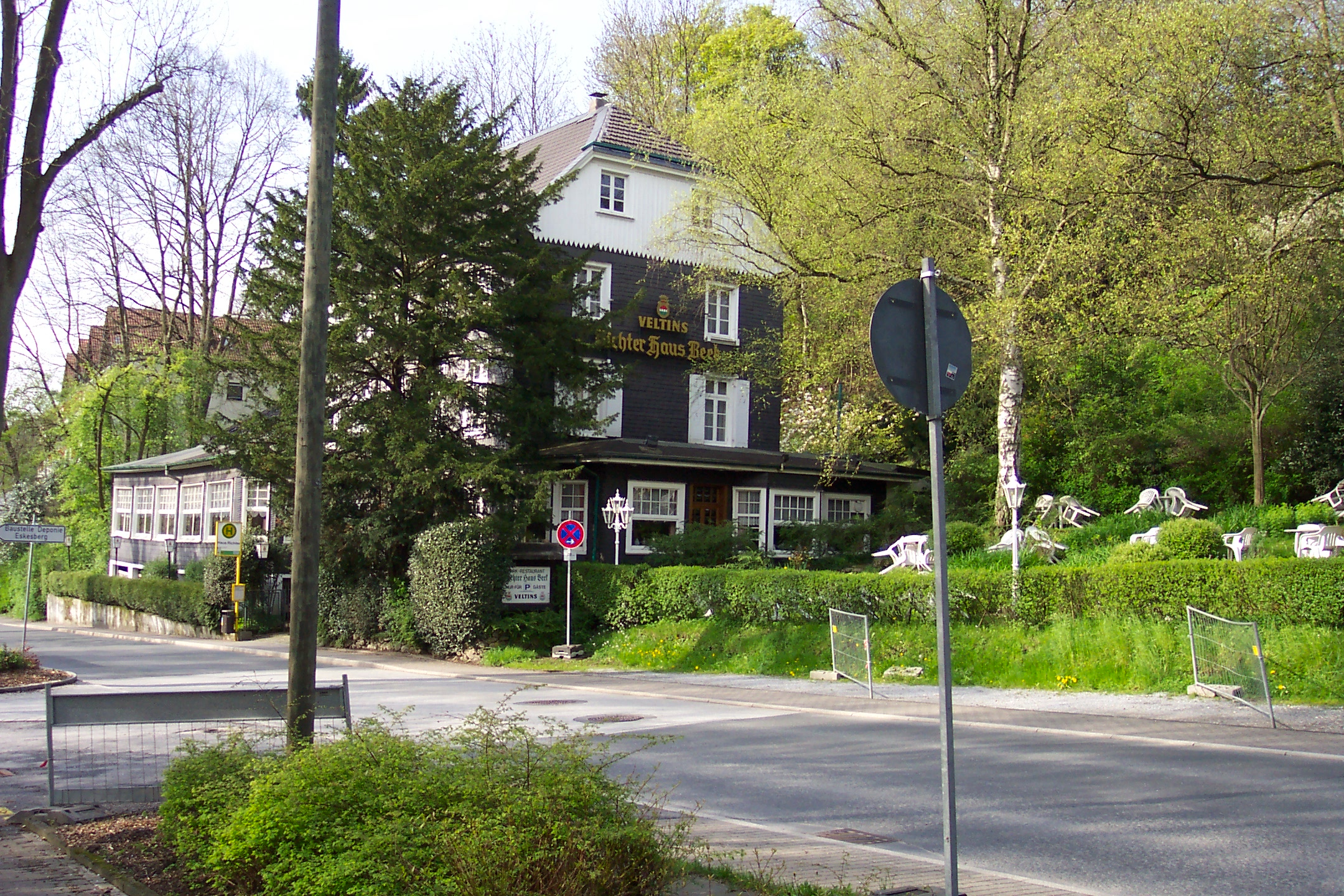
Haus Richter, In der Beek
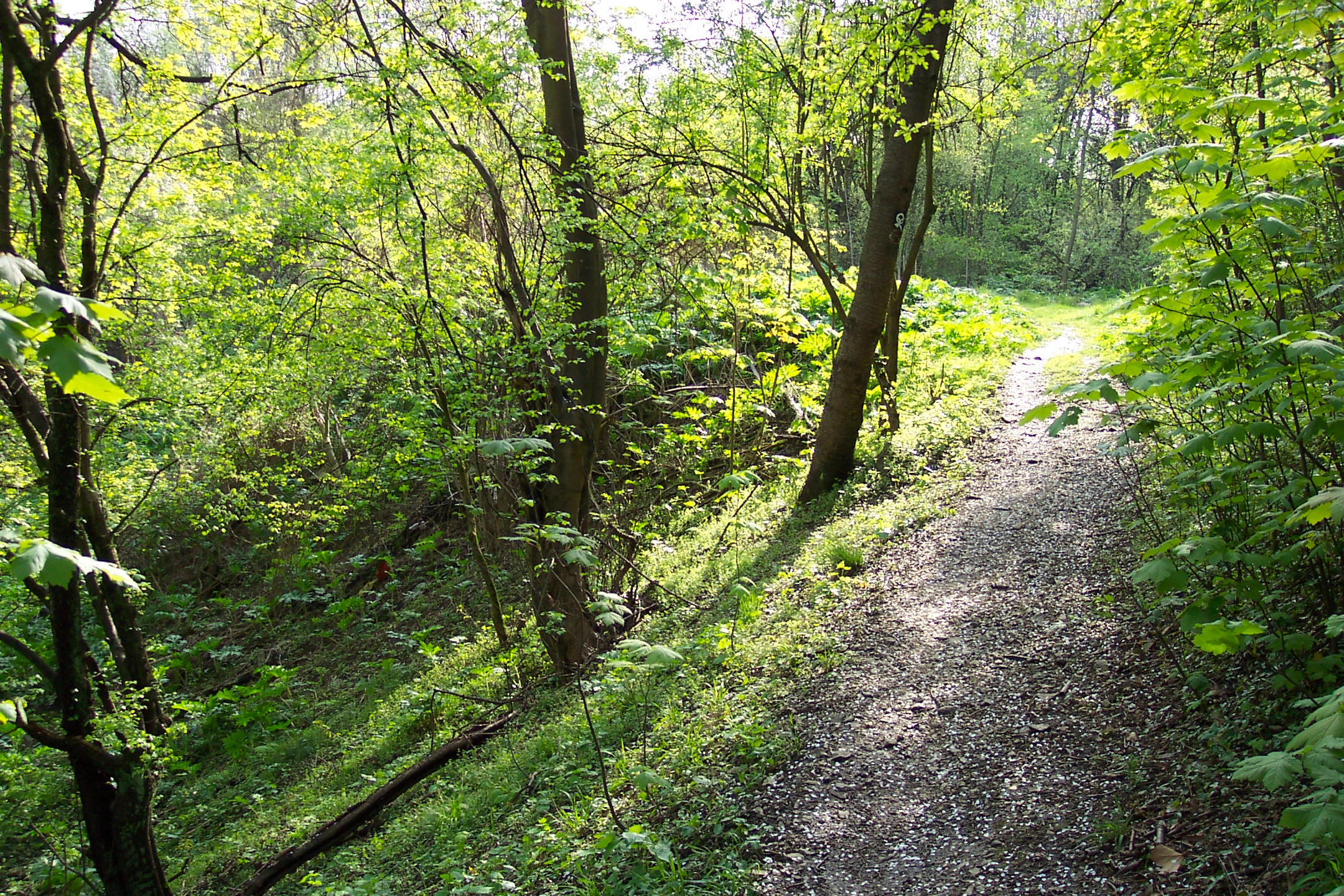
Der Eulenkopfweg
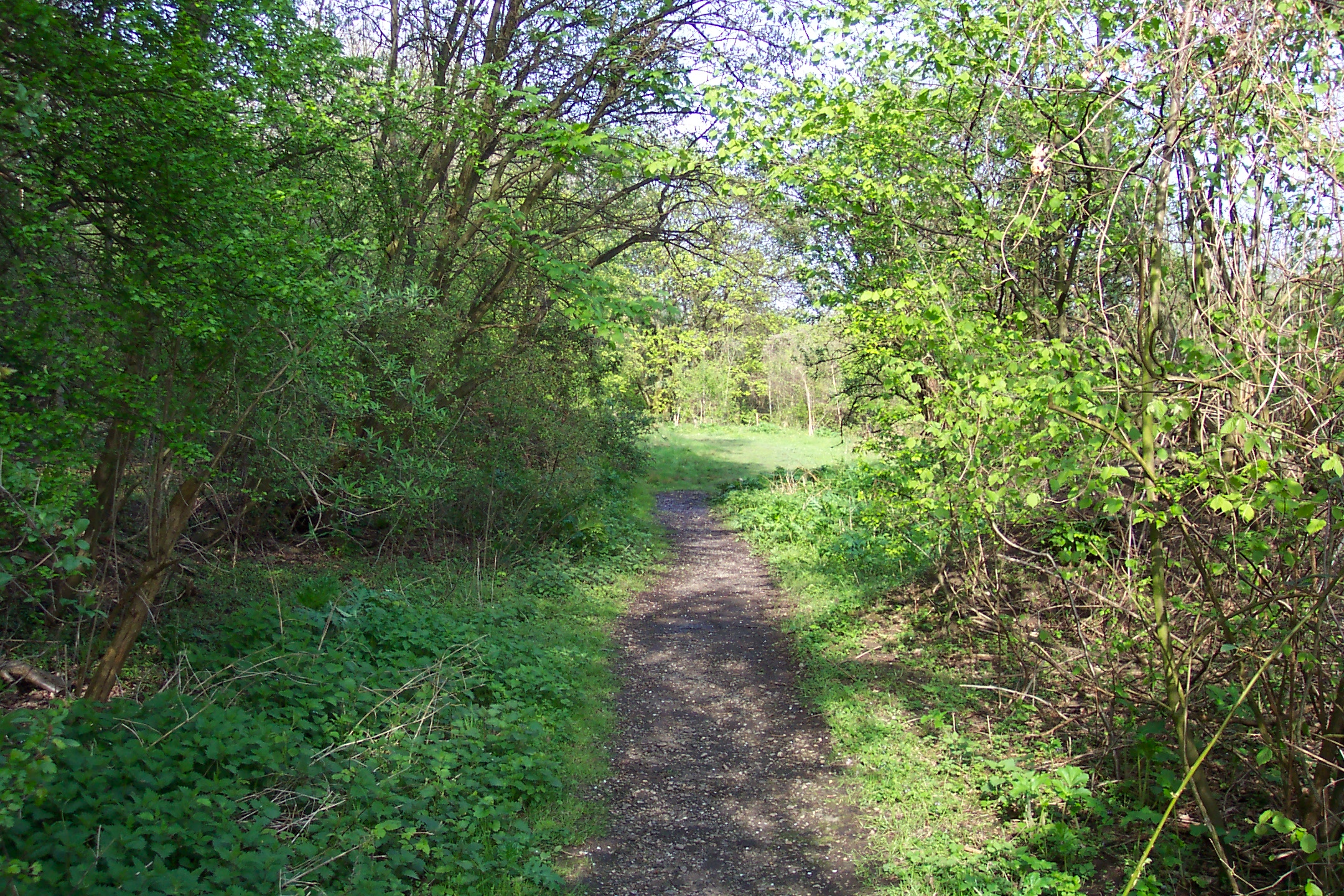
Der Eulenkopfweg
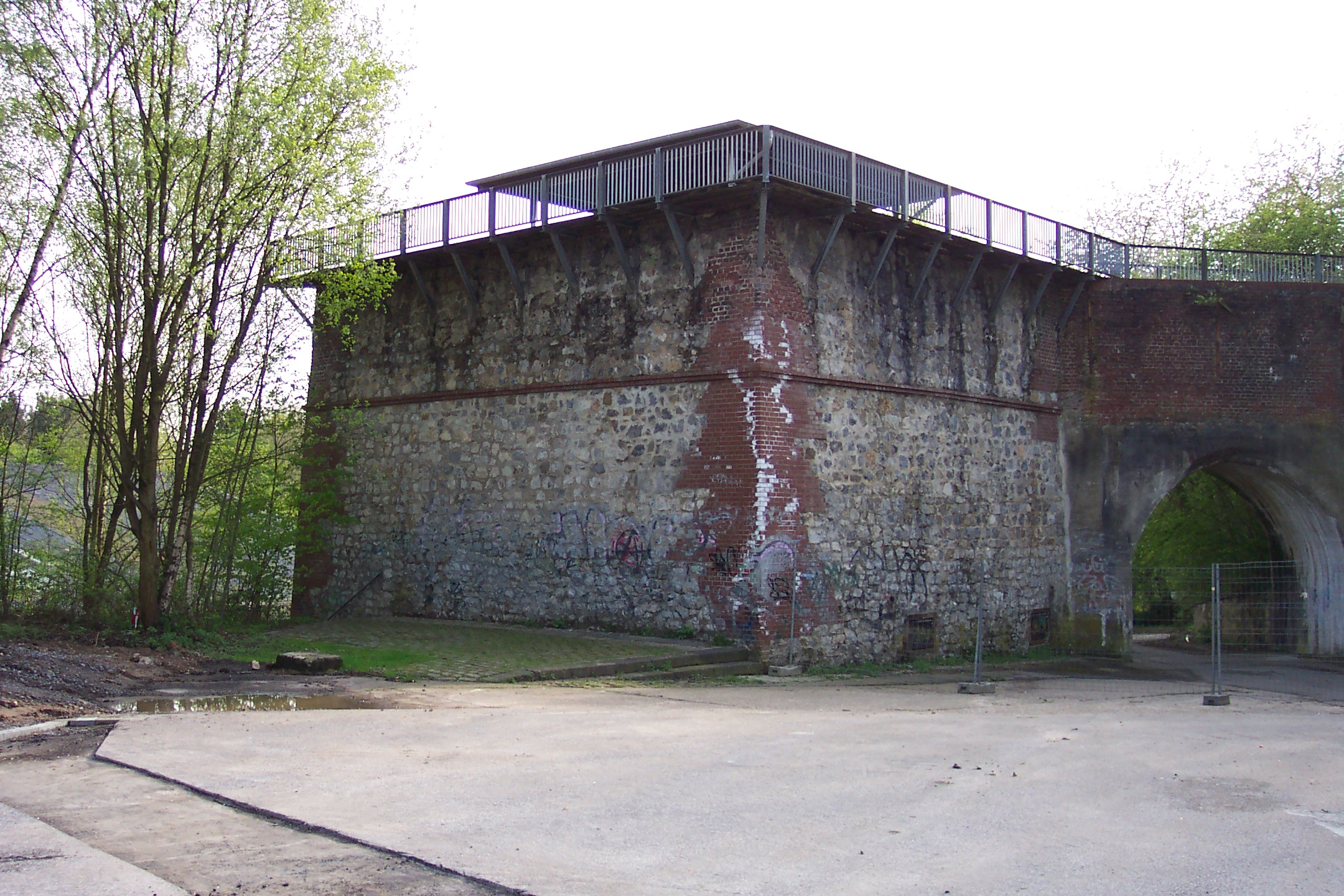
Kalktrichterofen
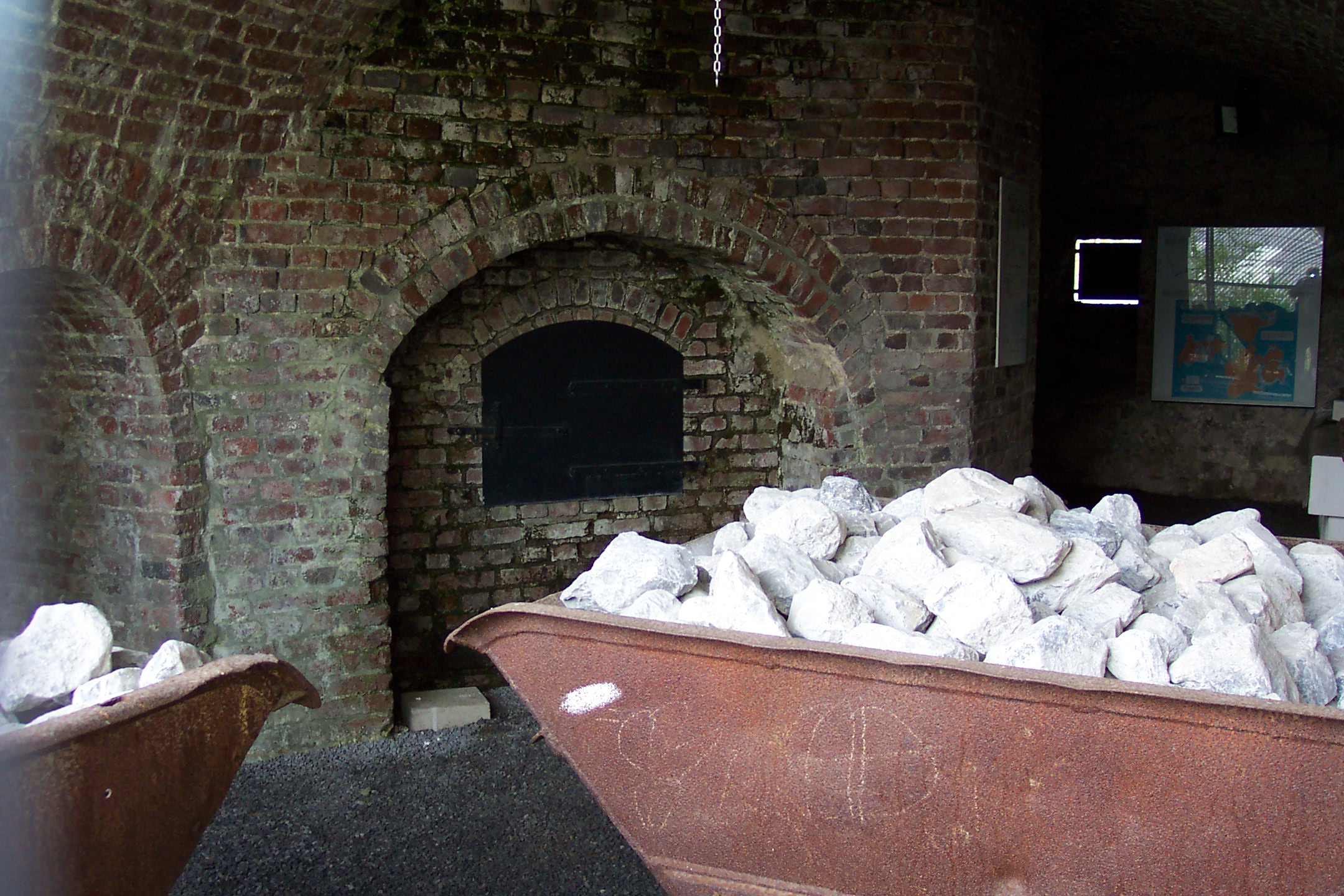
Kalktrichterofen
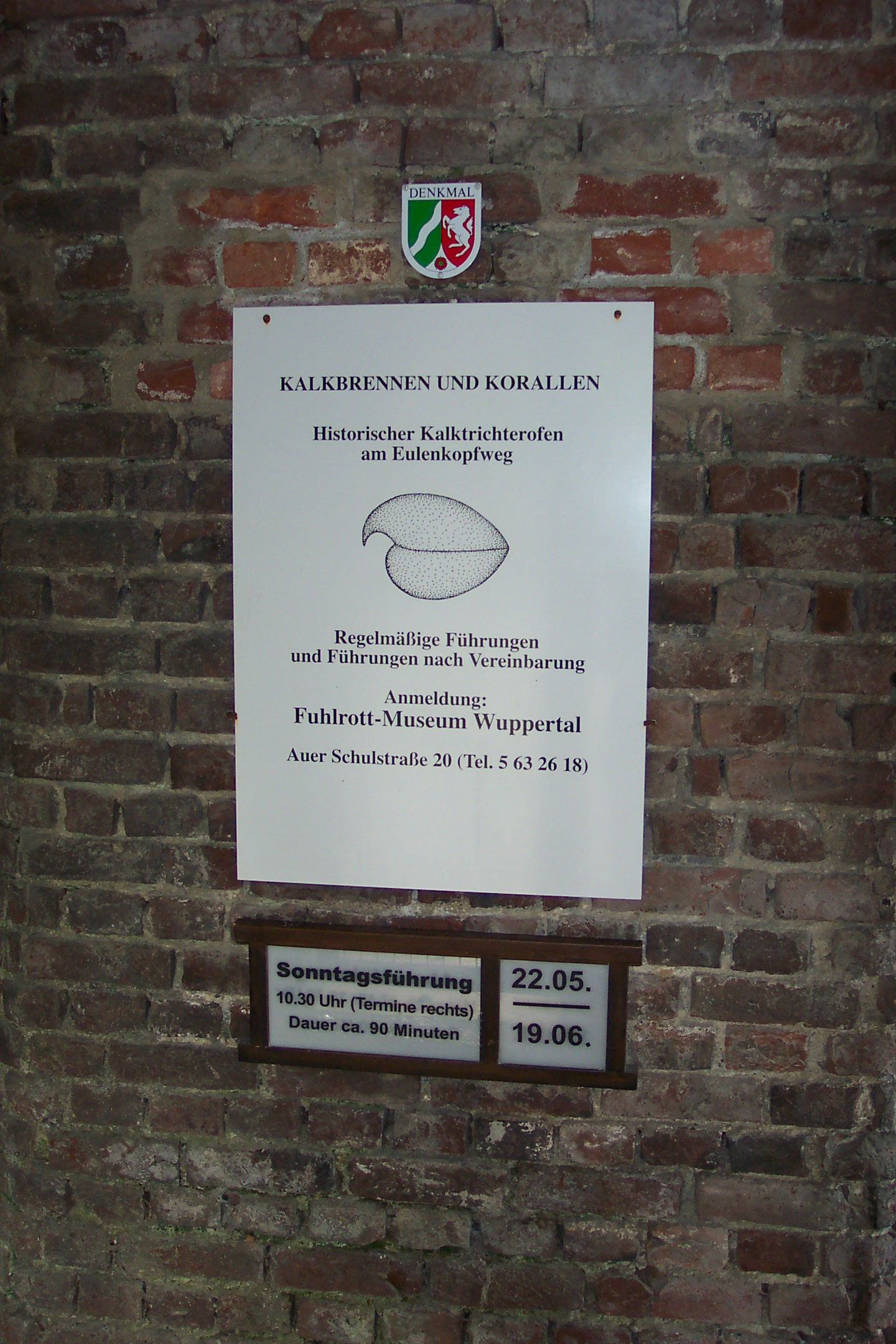
Kalktrichterofen
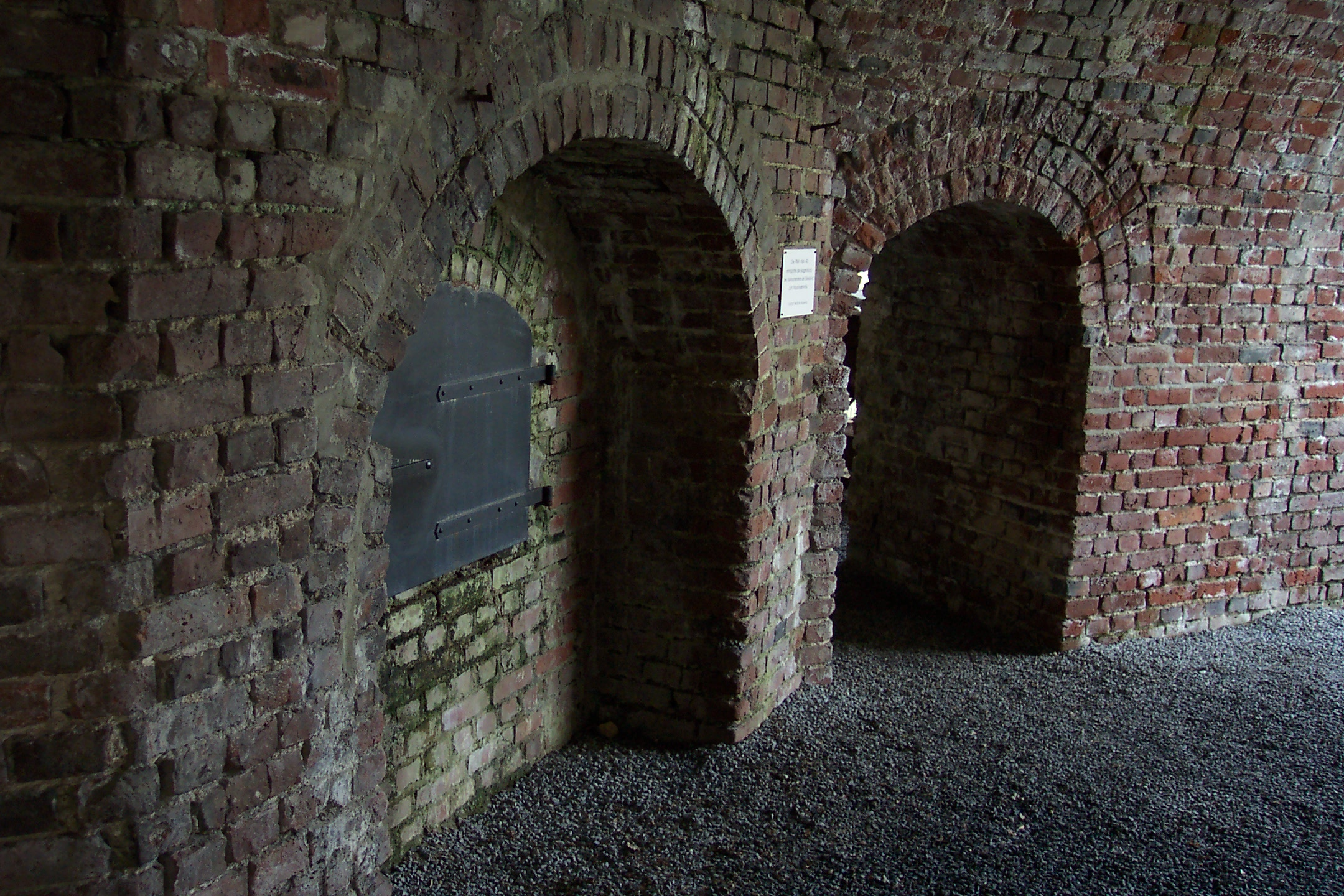
Kalktrichterofen
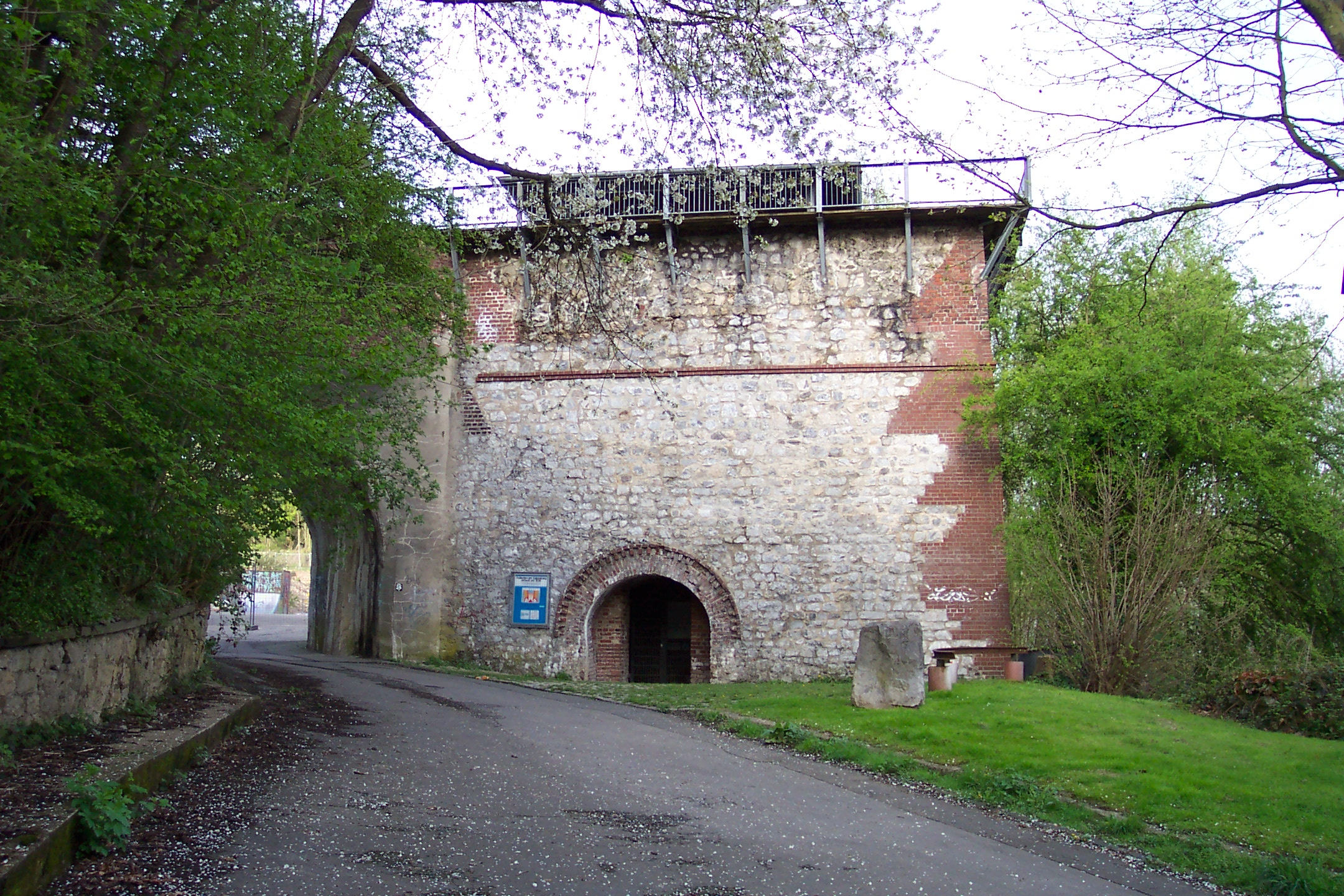
Kalktrichterofen
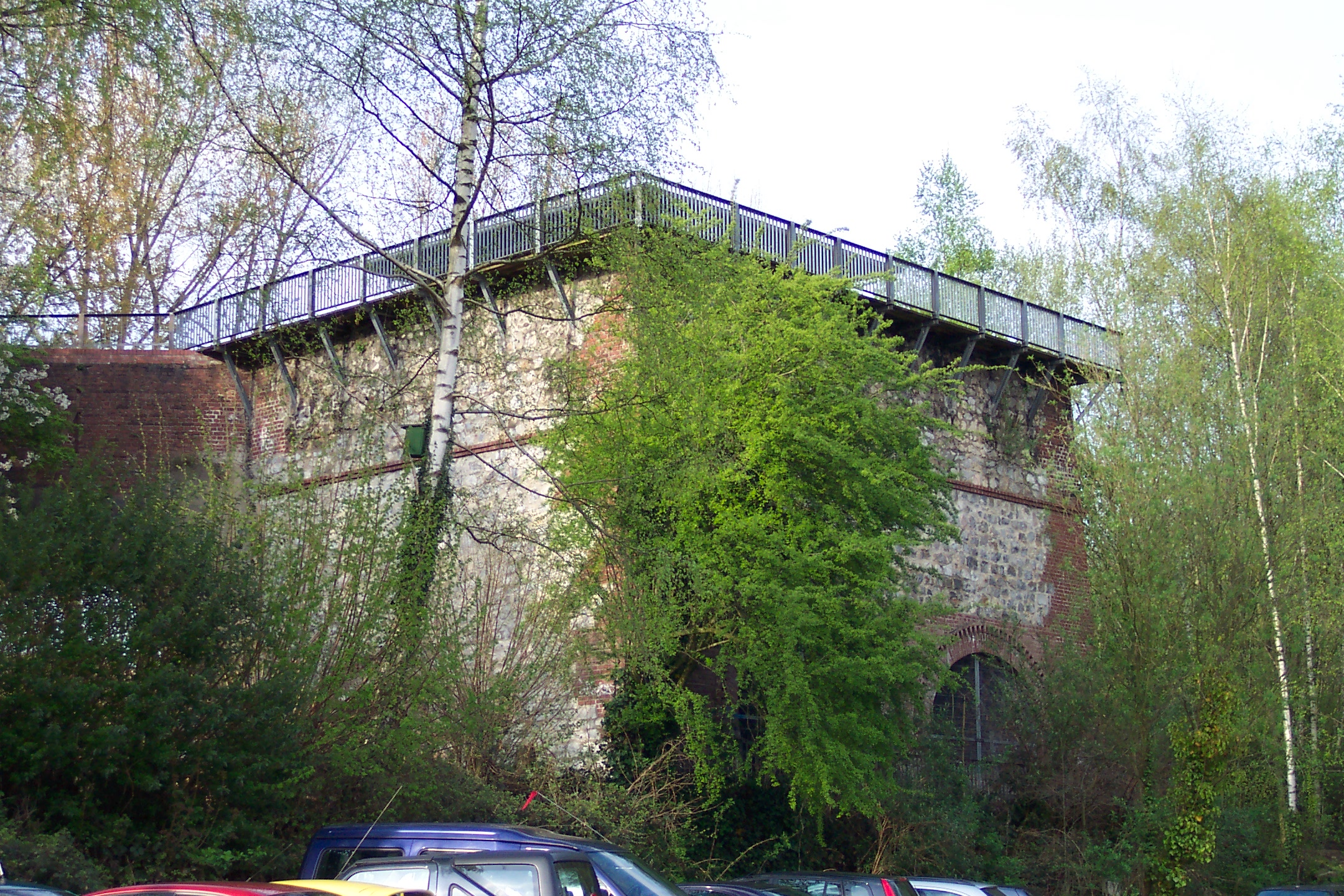
Kalktrichterofen

## Nützenberg

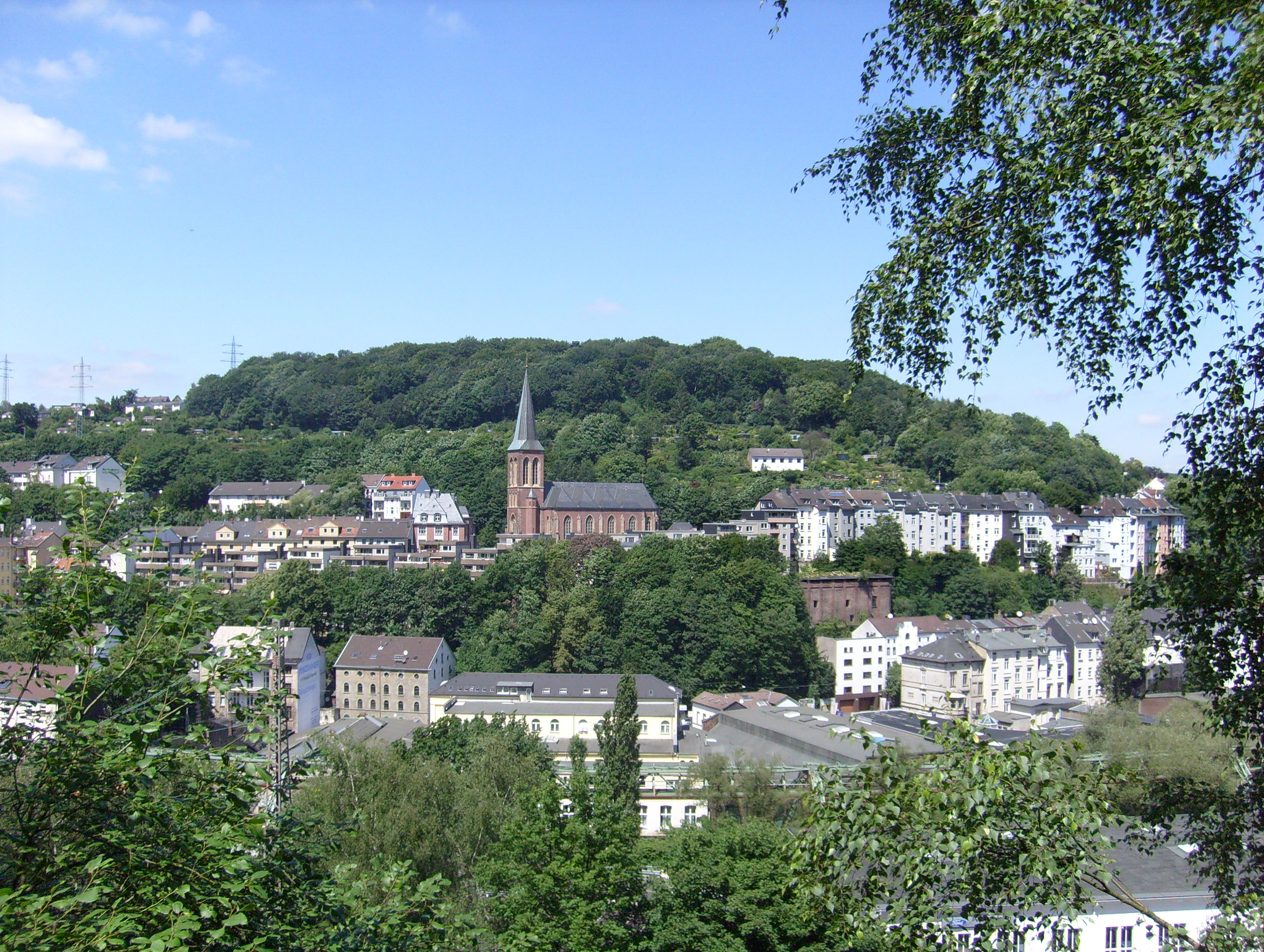
Die Kirche Sankt Joseph am Nützenberg

Das heutige Quartier Nützenberg besteht einerseits aus der westlichen äußersten Vorstadt Elberfelds, dem sogenannten Westende, das im 19. Jahrhundert industriell geprägt war, und andererseits aus dem eigentlichen Nützenberg am Hang des gleichnamigen Bergs (259 m). Auf der Kuppe des Berges, der sogenannten Kaiserhöhe, wurde im 19. Jahrhundert ein Park angelegt, um den sich nach dem Krieg ein Wohnviertel gebildet hat, das durch Einfamilienhäuser geprägt ist. Von der Industrie im Tal hat sich im Wesentlichen der ursprüngliche Sitz der Firma Bayer AG erhalten, der sich auch auf das gegenüberliegende Wupperufer im Quartier Zoo erstreckt.

### Sehenswürdigkeiten
- Weyerbuschturm
- Katholische Kirche Sankt Joseph
- Vogelsauer Treppe

## Briller Viertel

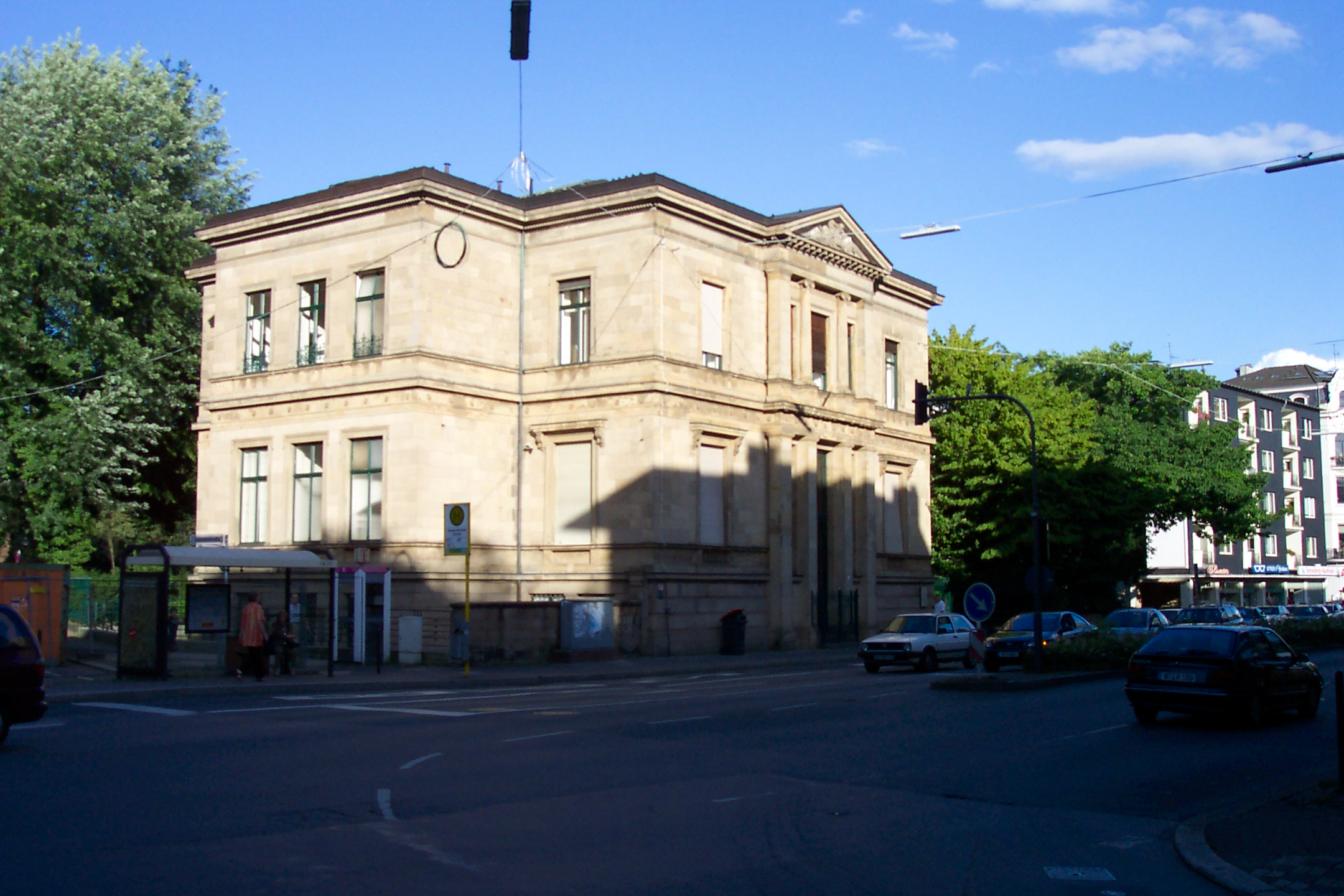
Die Villa Frowein am Rande des Briller Viertels

Das Briller Viertel am Hang des Nützenberges ist eines der größten erhaltenen gründerzeitlichen Villenviertel Deutschlands und gilt als gehobene Wohnadresse in der Stadt. Es weist eine weitgehend geschlossene Bausubstanz aus der Zeit der Jahrhundertwende und zahlreiche denkmalgeschützte Bauten auf. Neubauten im Viertel sind meist auf Grundstücksteilungen der Nachkriegszeit zurückzuführen und haben zu einer größeren Bebauungsdichte geführt. Dieser Prozess dauert an. Im späten neunzehnten und beginnenden zwanzigsten Jahrhundert wurde das Briller Viertel als großbürgerliches Wohnviertel angelegt. Da der enge Talraum der Wupper in der Stadt Elberfeld keinen ausreichenden Platz bot und zudem durch Industrieabgase belastet war, wich man bei seiner Anlage auf die steil ansteigenden Hänge aus. Das Viertel ist von aufwändigen freistehenden Villen und reich gestalteten Zeilenwohnhäusern geprägt. Die stilistische Vielfalt der Gebäude ist groß und reicht von Spät- und Neuklassizismus über Neugotik, Neurenaissance und Neubarock bis zu Jugendstil und Heimatstil in bergischer Ausprägung. Oft werden Stilzitate verschiedener Epochen in eklektizistischer Manier an einem Gebäude miteinander kombiniert. In diesem Viertel wuchsen unter anderem Else Lasker-Schüler und Hans Knappertsbusch auf. Johannes Rau wohnte hier in seiner Zeit als Ministerpräsident Nordrhein-Westfalens. Im Briller Viertel ist die Wuppertaler Kurrende beheimatet.

## Arrenberg
Im 14. Jahrhundert wird erstmals ein Hof Arrenberg geschichtlich erwähnt. Im 19. Jahrhundert war Arrenberg eine industriell geprägte Vorstadt westlich Elberfelds, auf deren Gelände sich zahlreiche Fabriken befanden. Noch heute wird Arrenberg westlich vom Gelände der Firma Bayer begrenzt. Es ist heute ein multikulturell geprägter Stadtteil mit einem beträchtlichen Anteil gut erhaltener Bausubstanz der Gründerzeit. Am Arrenberg befindet sich das ehemals städtische Klinikum Arrenberg, heute Teil des HELIOS Klinikum Wuppertal. Auf dem Gelände eines ehemaligen Schlachthofs entstand seit 1998 der Mediapark Wuppertal, ein Gelände, auf dem sich zunehmend Unternehmen aus Event-Gastronomie und Medienwirtschaft ansiedeln.

## Zoo

### Zooviertel

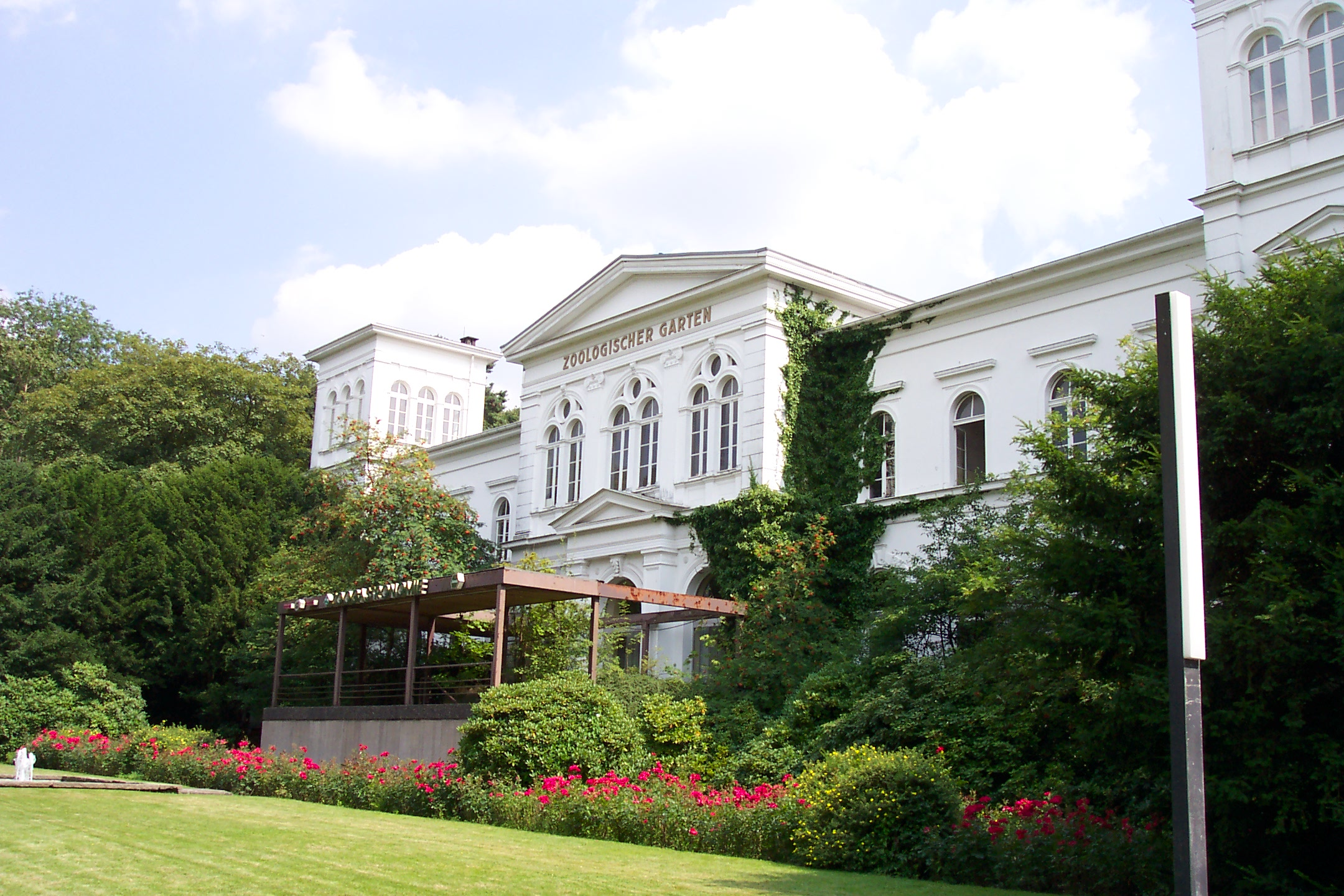
Zoo-Gaststättengebäude

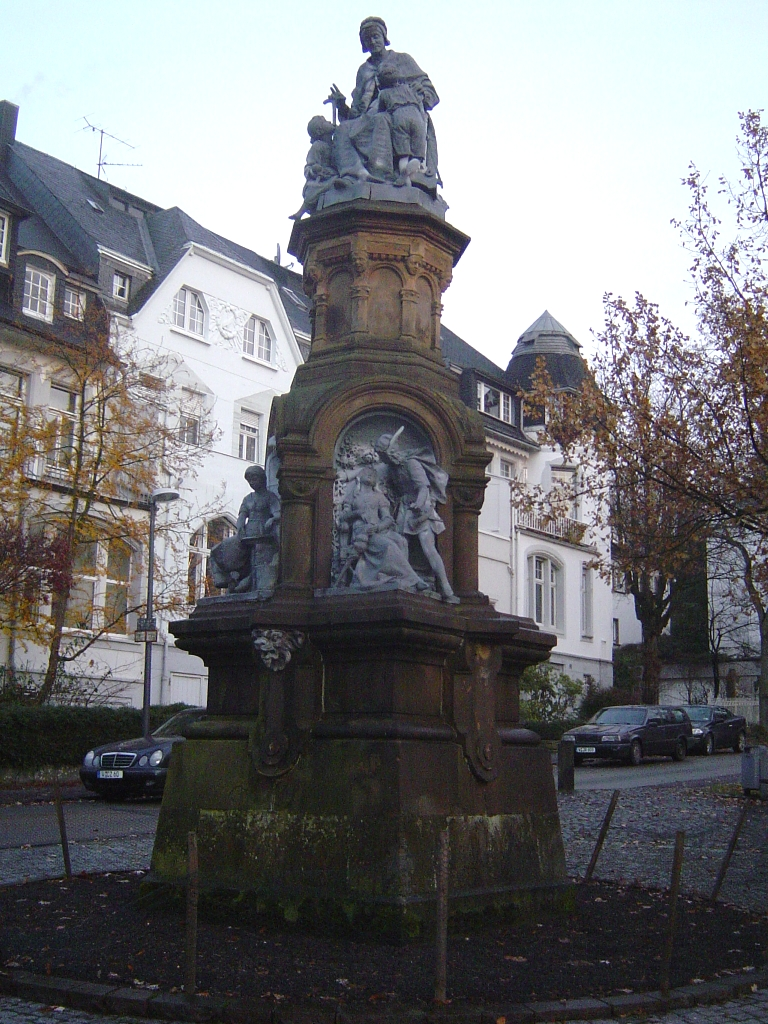
Märchenbrunnen

Das Zooviertel entstand in der zweiten Hälfte des 19. Jahrhunderts auf dem Gelände „Am Kothen“ (nicht zu verwechseln mit dem gleichnamigen Gebiet im Norden Barmens). Ursprünglich beherbergte die Gegend am Westhang des Kiesberges nur einige Gehöfte und war im Besitz weniger Wuppertaler Familien. 1879 wurde die Aktiengesellschaft Zoologischer Garten gegründet und erwarb den Südteil des Gebiets, auf dem 1881 der Zoo Wuppertal eingeweiht wurde. Es wurde die Bahnstation Zoologischer Garten angelegt und von ihr eine erste Straßenverbindung zum Zoo gebaut. Nördlich des Zoos wurde durch die Firma Hermanns & Riemann ein gehobenes Stadtviertel geplant. Beträchtlichen Einfluss auf die Anlage der Straßen hatte der Stadtplaner Josef Stübben, es wurde ein neobarockes Straßensystem ungeachtet der Höhenunterschiede angelegt, das zum Teil erhebliche Steigungen in einzelnen Straßen aufweist. In den 1890er Jahren wurden allmählich Straßen und erste Villen angelegt. 1897 wurde auf einem Rondell der Märchenbrunnen des Bildhauers Wilhelm Albermann aufgestellt. 1900 beschloss man den Bau einer Schule, da die Sonnborner Schule nicht mehr genügend Raum für die Kinder aus dem Zooviertel hatte. Das Zooviertel ist heute noch ein gehobenes Wohngebiet, zahlreiche der Villen stehen unter Denkmalschutz. 1924 entstand am Wupperufer westlich des Zoos das denkmalgeschützte Stadion am Zoo.

### Elendstal und Heimat
Das östlich ans Zooviertel angrenzende „Elendstal“ (der Name entstand erst im 19. Jahrhundert) standen nur Lehm- und Bretterhütten armer Bevölkerung. Johanna Faust begann 1868 die Gegend zu missionieren und erreichte, dass eine Kapelle errichtet werden konnte, 1872 entstand auf der oberhalb gelegenen Königshöhe ein Ausflugslokal. Hierdurch wurde das Elendstal allmählich Festort zahlreicher christlicher Vereine und mehr und mehr zum Naherholungsort. 1892 wurde nahe der Spitze des Kiesbergs mit dem Von-der-Heydt-Turm ein Aussichtsturm eröffnet. Unterhalb des Tals baute 1927–1930 der Gemeinnützige Bauverein „Heimat“ der Wohnungsbaugenossenschaft der Angestelltengewerkschaft die Siedlung Heimatplan. Sie durchquert der Park Heimatplan.

### Boltenberg
Das Wohnviertel Boltenberg, südlich Sonnborns am Hang gelegen, ist ein gehobenes Wohnviertel. Am oberen Ende des Viertels, nahe der Wendeschleife der Buslinie 639, befindet sich das Zentrum für Leit-und-Sicherungstechnik der Deutschen Bahn AG, ein Lehr- und Ausbildungszentrum mit angeschlossenem Gästehaus mit Hotelcharakter.

## Buchenhofen
Das Quartier Buchenhofen besteht im Wesentlichen aus den ehemaligen Höfen Rutenbeck am gleichnamigen Bach (links der Wupper) und Buchenhofen (rechts der Wupper). Es beherbergt nur 63 Einwohner. In dem Quartier an der Wupper befinden sich zwei Klärwerke, unter anderem das 1949 errichtete Großklärwerk des Wupperverbandes, das 1976/77 zur vollbiologischen Anlage wurde und ein System zur Schlammentwässerung und -verbrennung erhielt.